# Nguyễn Lai
Nguyễn Lai (2 tháng 7 năm 1902 – 10 tháng 10 năm 1982) tên khai sinh là Nguyễn Hiển Lai, là một diễn viên sân khấu kiêm soạn giả tuồng người Việt Nam, được biết đến là một trong năm người diễn tuồng xuất sắc của Quảng Nam, riêng ông nổi bật với các vai "nịnh" của nghệ thuật tuồng.

## Thân thế
Nguyễn Lai, tên khai sinh là Nguyễn Hiển Lai, sinh ngày 2 tháng 7 năm 1902 tại làng An Quán, nay là xã Điện Phương, thị xã Điện Bàn, tỉnh Quảng Nam. Gia đình ông có truyền thống về nghệ thuật tuồng. Cha của ông là Nguyễn Hiển Phồn, từng làm Bang tá Hội An được vài năm rồi thành lập gánh hát Bầu Bang. Bác ruột của ông là soạn giả Nguyễn Hiển Dĩnh, từng làm quan Tuần phủ rồi về hưu và mở một trường hát tại nhà, có thể xem đây là trường hát cố định đầu tiên ở Quảng Nam. Cả ông nội, cha và bác ruột của ông đều làm quan dưới triều Nguyễn nhưng đều hoạt động và phát triển nghệ thuật tuồng. Thuở nhỏ, ông được học chữ Hán với cha và đã bộc lộ đam mê với nghệ thuật hát bội mặc dù bác và cha của ông đều không muốn cho ông theo nghề. Sau khi cha mất, ông chuyển đến ở nhà bác để ăn học và được làm chân nhắc vở cho gánh Tuồng An Quán. Ông đã mất tới 10 năm rèn luyện để khắc phục những khuyết điểm về giọng hát và hình thể khi vào nghề.
Từ thập niên 1930, Nguyễn Lai được giới nghệ thuật và người xem xếp vào một trong Ngũ mỹ của nghệ thuật tuồng Quảng Nam gồm: Lão võ ông Đệ (Chánh Đệ), lão văn ông Phẩm (Nguyễn Phẩm), kép ông Tảo (Nguyễn Nho Túy), nịnh ông Lai (Nguyễn Lai), tướng ông Thùy.

## Sự nghiệp

### Trước năm 1945
Năm 1922, Nguyễn Lai bắt đầu được biểu diễn trên sân khấu. Từ những vai đầu tuồng, người báo tin, binh lính, đến các loại kép rừng, kép câu, rồi thay thế cho những diễn viên bị đau ốm, tiếp đến với những vai lớn hơn. Vai Vương Hoành trong vở Nhạc Phi Phá Lỗ là vai diễn đầu tiên Nguyễn Lai chính thức được phân công đóng cho chính người bác ruột là cụ Nguyễn Hiển Dĩnh xem, vì vậy mà cha và bác cũng đã đồng ý cho ông theo nghề tuồng. Nguyễn Lai được coi là nghệ sĩ hát bội và thực sự nổi tiếng toàn Quảng Nam vào năm ông 27 tuổi.
Tại Quảng Nam, khi Cải lương Sài Gòn ồ ạt tràn ra, hát Bội gặp nhiều khó khăn trong cạnh tranh, Nguyễn Lai rời gánh hát Chánh Đệ để cùng với Phó Phẩm lập gánh hát riêng tại Tam Kỳ nhưng không thành, cuối cùng ông phải về quê học nghề thuốc.
Năm 1933, triều đình Huế đòi chánh, phó ca Quảng Nam tuyển chọn diễn viên hát Bội ra Huế lấy tiền giúp nạn lụt ở Nghệ An. Nguyễn Lai trở lại với nghề hát Bội và trong giai đoạn này ông lập gia đình với bà Ngô Thị Liễu, một nghệ sĩ tuồng nổi tiếng người Quảng Trị. Năm 1941, Vợ chồng Nguyễn Lai – Ngô Thị Liễu cùng anh họ ông là soạn giả Tống Phước Phổ lập gánh Tân Thành Ban với chủ trương cách tân sân khấu hát Bội. Tân Thành Ban lưu diễn nhiều nơi từ Đà Lạt đến Nghệ An. Về sau, mật thám Pháp nghi ngờ gánh hát có liên quan đến Cộng sản nên không cho Tân Thành Ban lưu diễn ngoài tỉnh.

### Sau năm 1945
Sau Cách mạng Tháng Tám, Nguyễn Lai cùng Tống Phước Phổ dựng các vở diễn Cờ giải phóng, Gương phấn đấu. Năm 1952, khi Liên Khu ủy V thành lập đoàn hát bội, Nguyễn Lai được mời tham gia, ông là một trong những người sáng lập Đoàn Tuồng Liên Khu V. Ông luyện tập cho các diễn viên mới với cương vị Chủ nhiệm khoa Tuồng, đồng thời cùng các nghệ sĩ có tên tuổi khác cùng sáng tác và dàn dựng các vở diễn mới như Nhân dân đi nạp lúa, Đường về vụ Quang, Trưng Vương khởi nghĩa; cùng các vở tuồng cổ được cải biên lại: Ngọn lửa Hồng Sơn, Tạ Ngọc Lân lăn lửa...
Năm 1953, Nguyễn Lai sáng tác vở Chị Ngộ, tác phẩm đã gây tiếng vang ngay lần đầu công diễn. Sau Hiệp định Genève năm 1954, ông tập kết ra Bắc. Vở Chị Ngộ đạt giải khuyến khích giải thưởng Phạm Văn Đồng năm 1954 của Hội Văn nghệ Liên khu V và nhận giải đặc biệt tại Đại hội Văn công toàn quốc năm 1956. Tại Đại hội Hội Nhà văn Việt Nam lần thứ I năm 1957, Nguyễn Lai được tham gia như một hội viên sáng lập. Ông cũng có công đưa vai diễn Trùm Sò (vở tuồng Nghêu sò ốc hến) lên màn ảnh. Ông còn vẽ lại hơn 120 mẫu hóa trang khuôn mặt các vai tuồng cũng như tham gia cải biên, chỉnh lý, hiệu đính nhiều vở tuồng khác. Nguyễn Lai còn đào tạo nhiều thế hệ trẻ về nghệ thuật tuồng. Năm 1959, Trường Ca kịch dân tộc Việt Nam thành lập, ông được cử làm Chủ nhiệm khoa tuồng. Ông đã viết bộ giáo trình giảng dạy môn nghệ thuật tuồng và nhiều bài nghiên cứu đăng trên các báo, tạp chí.

### Từ năm 1975
Sau ngày miền Nam giải phóng, Nguyễn Lai về Đà Nẵng dựng các tiết mục cổ và đào tạo diễn viên cho Đoàn tuồng Phương Nam và sau đó là đoàn Tuồng Quảng Nam – Đà Nẵng. Sau đó Nguyễn Lai làm Chủ nhiệm khoa Tuồng ở Trường Nghệ thuật sân khấu Việt Nam. Ông là giáo viên bộ môn tuồng ở Trường Văn hóa nghệ thuật Quảng Nam cùng với các nghệ sĩ Nguyễn Phẩm, Ngô Thị Liễu, Nguyễn Nho Túy đào tạo các lớp diễn viên trẻ.
Nguyễn Lai qua đời ngày 10 tháng 10 năm 1982 tại thành phố Đà Nẵng, tỉnh Quảng Nam – Đà Nẵng. Năm 1984, ông được Nhà nước truy tặng danh hiệu Nghệ sĩ Nhân dân đợt đầu tiên.

## Vinh danh
Năm 1975, một tài liệu nghiên cứu về ông do tác giả Nguyễn Thị Nhung biên soạn và phát hành bởi Nhà xuất bản Văn hóa. Ngoài ra, tên của ông được đặt cho một con đường tại Đà Nẵng.